# Tomaszewka (obwód smoleński)
Tomaszewka (ros. Томашевка) – wieś (ros. деревня, trb. dieriewnia) w zachodniej Rosji, w osiedlu wiejskim Prigorskoje rejonu smoleńskiego w obwodzie smoleńskim.

## Geografia
Miejscowość położona jest nad rzeką Nagać, 1 km od drogi federalnej R120 (Orzeł – Briańsk – Smoleńsk – Witebsk), 22 km od drogi magistralnej M1 «Białoruś», 1 km od centrum administracyjnego osiedla wiejskiego (Prigorskoje), 12 km od Smoleńska, 7 km od stacji kolejowej (Tyczinino).
W granicach miejscowości znajdują się ulice: Bieriozowaja, Centralnaja, Izumrudnaja, Ługowaja, Michaiła Jegorowa, Mołodiożnaja, Sirieniewaja, Sołniecznaja, Zaoziornyj.

## Demografia
W 2010 r. miejscowość zamieszkiwały 63 osoby.